# Plan Gordon
Le plan Gordon est une série de mesures entreprises par le ministère de l'Immigration et de la Colonisation du Canada lors de la Grande Dépression en partenariat avec les provinces et les municipalités locales. Visant principalement la conversion de chômeurs urbains en colons agriculteurs, le plan est proposé par le ministre Wesley A. Gordon et soutenu par l'Église catholique au Canada et catalyse la colonisation de l'Abitibi-Témiscamingue.
En raison des exigences d'admission et de rendement élevées, le succès du plan Gordon est mitigé. Des initiatives provinciales (les plans Vautrin, Rogers-Auger et Bégin) succèdent aux tentatives fédérales d'enraiement du chômage par la colonisation.